# Anna Hedh
Anna Lööf Hedh, född Lööf 18 mars 1967 i Uppsala, är en svensk politiker (socialdemokrat). Hon är uppväxt i Stockholm, Växjö och Göteborg. Hon var Europaparlamentariker 2004-2019. 
Anna Lööf Hedh är ordförande för S-kvinnor i Kalmar län och ledamot i S-kvinnors förbundsstyrelse sedan 2013. Sedan 2019 är hon viceordförande för kvinnoförbundet. Hon var ordförande för Socialdemokratiska EU-kritiker från april 2008 till mars 2015. Lööf Hedh har också varit ordförande för Södra Ölands socialdemokrater. Hon är utbildad fritidsledare och har arbetat som det i Trosa kommun och Mörbylånga kommun. Åren 1999–2002 var Lööf Hedh politisk sekreterare åt S-kommunalråden i Kalmar kommun, 2002–04 var hon oppositionsråd i Mörbylånga kommun. Hon har också varit behandlingsassistent.  
Anna Lööf Hedh kryssades 2004 in i EU-parlamentet från plats 31 på valsedelns baksida till plats 3, sedan 32 436 väljare valt att kryssa för hennes namn.
Lööf Hedh var den enda av 220 socialdemokrater i EU-parlamentet som röstade nej till Lissabonfördraget.[källa behövs] Hon utsågs år 2007 till årets EU-parlamentariker i hälsofrågor för sitt arbete för en restriktiv alkoholpolitik. Alkoholpolitiken stod också i fokus när hon den 21 maj 2009 talade på Folknykterhetens dag, i Brålanda i södra Dalsland. Mandatperioden 2004–09 var Hedh ledamot i utskottet för den inre marknaden och konsumentskydd (IMCO) och suppleant i utskottet för kvinnors rättigheter och jämställdhet mellan kvinnor och män (FEMM).
Under Europaparlamentets mandatperiod 2009–14 var Anna Hedh ledamot i utskottet för medborgerliga fri- och rättigheter samt rättsliga och inrikes frågor (LIBE) samt suppleant i IMCO. Lööf Hedh är, med undantag för några månader 2014, sedan mars 2011 vice ordförande i delegationen för förbindelserna med Schweiz och Norge, till den gemensamma parlamentarikerkommittén EU-Island och till EES gemensamma parlamentarikerkommitté. Hon blev omvald i Europaparlamentsvalet 2014.